# چارلی بول
چارلی بول (انگلیسی: Charlie Bull؛ ۱۹۰۹ – ۱۹۳۹) یک بازیکن تنیس روی میز اهل بریتانیا بود. 
وی در مسابقات کشوری و بین‌المللی در مجموع برنده ۲ مدال نقره، ۵ مدال برنز شده‌است.